# Spiraeopsis fulva
Spiraeopsis fulva är en tvåhjärtbladig växtart som först beskrevs av Schlechter, och fick sitt nu gällande namn av Perry. Spiraeopsis fulva ingår i släktet Spiraeopsis och familjen Cunoniaceae. Inga underarter finns listade i Catalogue of Life.